# Liste des comtes de Toulouse

Blason de la province et des États de Languedoc, repris des armes médiévales des comtes souverains de Toulouse.

Pour les articles homonymes, voir Toulouse (homonymie).
Liste des comtes de Toulouse.

## Comtes carolingiens (bénéficiaires) (778-849)
| Dates   | Comtes                                | Dynastie     | Notes | Notes |
| 778-790 | Corson                                |              | nommé par Charlemagne, également duc d'Aquitaine | nommé par Charlemagne, également duc d'Aquitaine |
| 790-806 | Guillaume de Gellone (mort en 812)    | Guilhelmides | marié en premières noces avec Cunégonde et en secondes noces avec Guibourg                                                                                       | marié en premières noces avec Cunégonde et en secondes noces avec Guibourg                                                                                       |
| 806-816 | Bégon de Paris (mort en 816)          | Girardides   | fils de Gérard Ier, comte de Paris. Marié à Alpaïs, fille de Charlemagne et d'Adelinde, concubine                                                                | fils de Gérard Ier, comte de Paris. Marié à Alpaïs, fille de Charlemagne et d'Adelinde, concubine                                                                |
| 816-835 | Bérenger de Toulouse (mort en 835)    | Unrochides   | également marquis de Septimanie à partir de 832 à la suite de la rébellion et de l'éviction Bernard de Septimanie                                                | également marquis de Septimanie à partir de 832 à la suite de la rébellion et de l'éviction Bernard de Septimanie                                                |
| 835-844 | Bernard de Septimanie (mort en 844)   | Guilhelmides | fils de Guillaume de Gellone, époux de Dhuoda. Récupère tous ses titres perdus en 832 (marquis de Septimanie et comte d'Autun) à la mort de Bérenger de Toulouse | fils de Guillaume de Gellone, époux de Dhuoda. Récupère tous ses titres perdus en 832 (marquis de Septimanie et comte d'Autun) à la mort de Bérenger de Toulouse |
| 842-843 | Acfred                                |              | comte de Toulouse par conquête Nommé par Charles le Chauve alors en guerre contre Pépin II, il est expulsé par Bernard de Septimanie allié de Pépin              | comte de Toulouse par conquête Nommé par Charles le Chauve alors en guerre contre Pépin II, il est expulsé par Bernard de Septimanie allié de Pépin              |
| 844-849 | Guillaume de Septimanie (mort en 850) | Guilhelmides | fils de Bernard de Septimanie | fils de Bernard de Septimanie |

## Comtes héréditaires (849-1271)
| Dates | Comtes                                             | Dynastie     | Notes | Notes |
| 849-851 | Frédolon (mort en 851)                             | Raimondins   | fils de Foulques de Rouergue, comte de Rouergue, et de Sénégonde (probablement petite-fille de Guillaume de Gellone par Héribert). Se range du côté de Charles le Chauve dans la guerre contre Guillaume de Septimanie | fils de Foulques de Rouergue, comte de Rouergue, et de Sénégonde (probablement petite-fille de Guillaume de Gellone par Héribert). Se range du côté de Charles le Chauve dans la guerre contre Guillaume de Septimanie |
| 852-865 | Raymond Ier (mort en 865)                          | Raimondins   | frère du précédent | frère du précédent |
| 863-864 | Unifred                                            |              | comte de Barcelone, de Gérone, de Narbonne, de Roussillon, d'Empuries et comte de Toulouse par conquête. | comte de Barcelone, de Gérone, de Narbonne, de Roussillon, d'Empuries et comte de Toulouse par conquête. |
| 865-872 | Bernard (mort en 877)                              | Raimondins   | fils de Raymond Ier | fils de Raymond Ier |
| 872-886 | Bernard Plantevelue                                | Guilhelmides | fils de Bernard de Septimanie | fils de Bernard de Septimanie |
| 886-918 | Eudes (mort en 918)                                | Raimondins   | fils de Raymond Ier, marié à Garsinde, comtesse d'Albi | fils de Raymond Ier, marié à Garsinde, comtesse d'Albi |
| 918-924 | Raymond II (mort en 924)                           | Raimondins   | fils du précédent | fils du précédent |
| 924-942 | Raymond III Pons (mort en 942)                     | Raimondins   | fils du précédent marié en premières noces avec Ne (fille possible de Garcia II Sanche, duc de Gascogne) marié en secondes noces avec Garsinde | fils du précédent marié en premières noces avec Ne (fille possible de Garcia II Sanche, duc de Gascogne) marié en secondes noces avec Garsinde |
| Ici, se placent deux ou trois comtes qui ne figurent pas dans la généalogie traditionnelle des comtes de Toulouse, établie par les bénédictins dans l'Histoire Générale de Languedoc. Des études récentes ont établi qu'entre Raymond III Pons et Guillaume III (qui selon eux aurait régné près de 80 ans) se placent deux comtes prénommés Raymond, faussant la numérotation des Raymond. Les parenthèses précisent la numérotation corrigée. |                                                    |              | | |
| 942-961 | Raymond (IV) (mort en 961)                         | Raimondins   | fils du premier mariage de Raymond III Pons, marié avec Emilde | fils du premier mariage de Raymond III Pons, marié avec Emilde |
| 961-972 | Hugues                                             | Raimondins   | fils du précédent | fils du précédent |
| 972-978 | Raymond (V)                                        | Raimondins   | frère du précédent, marié avec Adélaïde d'Anjou | frère du précédent, marié avec Adélaïde d'Anjou |
| 978-1037 | Guillaume III Taillefer (952-1037)                 | Raimondins   | fils du précédent, marié avec Emma de Provence | fils du précédent, marié avec Emma de Provence |
| 1037-1060 | Pons (mort en 1060)                                | Raimondins   | fils du précédent, marié à Almodis de la Marche | fils du précédent, marié à Almodis de la Marche |
| 1060-1094 | Guillaume IV (v. 1040-1094)                        | Raimondins   | fils du précédent, marié à Emma de Mortain | fils du précédent, marié à Emma de Mortain |
| 1094-1105 | Raymond IV (VI) dit de Saint-Gilles (mort en 1105) | Raimondins   | frère du précédent, fils de Pons, marquis de Provence, comte de Tripoli. marié en premières noces (v. 1065) à une fille probable de Bertrand Ier, comte de Provence marié en secondes noces (1080) à Mathilde de Hauteville (1062-1094) marié en troisièmes noces (1094) à Elvire de Castille À la mort de son frère aîné il s'empare du titre de comte au détriment de sa nièce, Philippe, fille du précédent et mariée à Guillaume IX d'Aquitaine. Ce dernier tentera à deux reprises de faire valoir ses droits (via ceux de sa femme) après le départ en croisade de Raymond IV. | frère du précédent, fils de Pons, marquis de Provence, comte de Tripoli. marié en premières noces (v. 1065) à une fille probable de Bertrand Ier, comte de Provence marié en secondes noces (1080) à Mathilde de Hauteville (1062-1094) marié en troisièmes noces (1094) à Elvire de Castille À la mort de son frère aîné il s'empare du titre de comte au détriment de sa nièce, Philippe, fille du précédent et mariée à Guillaume IX d'Aquitaine. Ce dernier tentera à deux reprises de faire valoir ses droits (via ceux de sa femme) après le départ en croisade de Raymond IV. |
| 1105-1109 | Bertrand (mort en 1112)                            | Raimondins   | fils du premier mariage de Raymond IV (VI). En 1109, il part en Terre sainte, laissant le comté à Alphonse Jourdain | fils du premier mariage de Raymond IV (VI). En 1109, il part en Terre sainte, laissant le comté à Alphonse Jourdain |
| 1109-1110 | Alphonse Jourdain (1103-1148)                      | Raimondins   | frère du précédent, fils du troisième mariage de Raymond IV (VI), marquis de Provence (1103-1148) | frère du précédent, fils du troisième mariage de Raymond IV (VI), marquis de Provence (1103-1148) |
| 1110-1117 | Philippe ou Philippa (1070-1117)                   | Raimondins   | fille de Guillaume IV mariée en 1094 à Guillaume IX d'Aquitaine (1076-1126), duc d'Aquitaine et comte de Poitiers. Profitant de la jeunesse d'Alphonse Jourdain, Guillaume s'empare des terres du comté au nom de sa femme, mais doit y renoncer au bout de dix ans de luttes. | fille de Guillaume IV mariée en 1094 à Guillaume IX d'Aquitaine (1076-1126), duc d'Aquitaine et comte de Poitiers. Profitant de la jeunesse d'Alphonse Jourdain, Guillaume s'empare des terres du comté au nom de sa femme, mais doit y renoncer au bout de dix ans de luttes. |
| 1117-1148 | Alphonse Jourdain                                  | Raimondins   | marié en 1125 à Faydide d'Uzès | marié en 1125 à Faydide d'Uzès |
| 1148-1194 | Raymond V (VII) (mort en 1194)                     | Raimondins   | fils du précédent marié en 1154 à Constance de France, sœur du roi Louis VII | fils du précédent marié en 1154 à Constance de France, sœur du roi Louis VII |
| 1194-1222 | Raymond VI (VIII) (mort en 1222)                   | Raimondins   | fils du précédent marié en 1173 à Ermessende Pelet (mort en 1176), héritière du comté de Melgueil marié après 1176 à Béatrice de Béziers (en), sœur du vicomte Roger II Trencavel, dont il se sépare en 1193 marié en 1193 à Bourgogne de Lusignan, dont il se sépare en 1196 marié en 1196 à Jeanne d'Angleterre (1165-1199) marié en 1202 à Éléonore d'Aragon (1182-1226) | fils du précédent marié en 1173 à Ermessende Pelet (mort en 1176), héritière du comté de Melgueil marié après 1176 à Béatrice de Béziers (en), sœur du vicomte Roger II Trencavel, dont il se sépare en 1193 marié en 1193 à Bourgogne de Lusignan, dont il se sépare en 1196 marié en 1196 à Jeanne d'Angleterre (1165-1199) marié en 1202 à Éléonore d'Aragon (1182-1226) |
| 1222-1249 | Raymond VII (IX) (mort en 1249)                    | Raimondins   | fils du précédent et de Jeanne d'Angleterre marié en premières noces avec Sancie d'Aragon (1186-1242) promis en mariage à Marguerite de Lusignan (mariage jamais célébré, ni consommé) | fils du précédent et de Jeanne d'Angleterre marié en premières noces avec Sancie d'Aragon (1186-1242) promis en mariage à Marguerite de Lusignan (mariage jamais célébré, ni consommé) |
| 1249-1271 | Jeanne de Toulouse (morte en 1271)                 | Raimondins   | fille de Raymond VII (IX) et de Sancie d'Aragon mariée en 1241 à Alphonse de Poitiers (1220-1271), comte de Toulouse, comte de Poitou, frère de Saint Louis. Jeanne et Alphonse meurent sans héritier, la lignée s'éteint et Toulouse revient dans le giron de la Couronne royale. | fille de Raymond VII (IX) et de Sancie d'Aragon mariée en 1241 à Alphonse de Poitiers (1220-1271), comte de Toulouse, comte de Poitou, frère de Saint Louis. Jeanne et Alphonse meurent sans héritier, la lignée s'éteint et Toulouse revient dans le giron de la Couronne royale. |

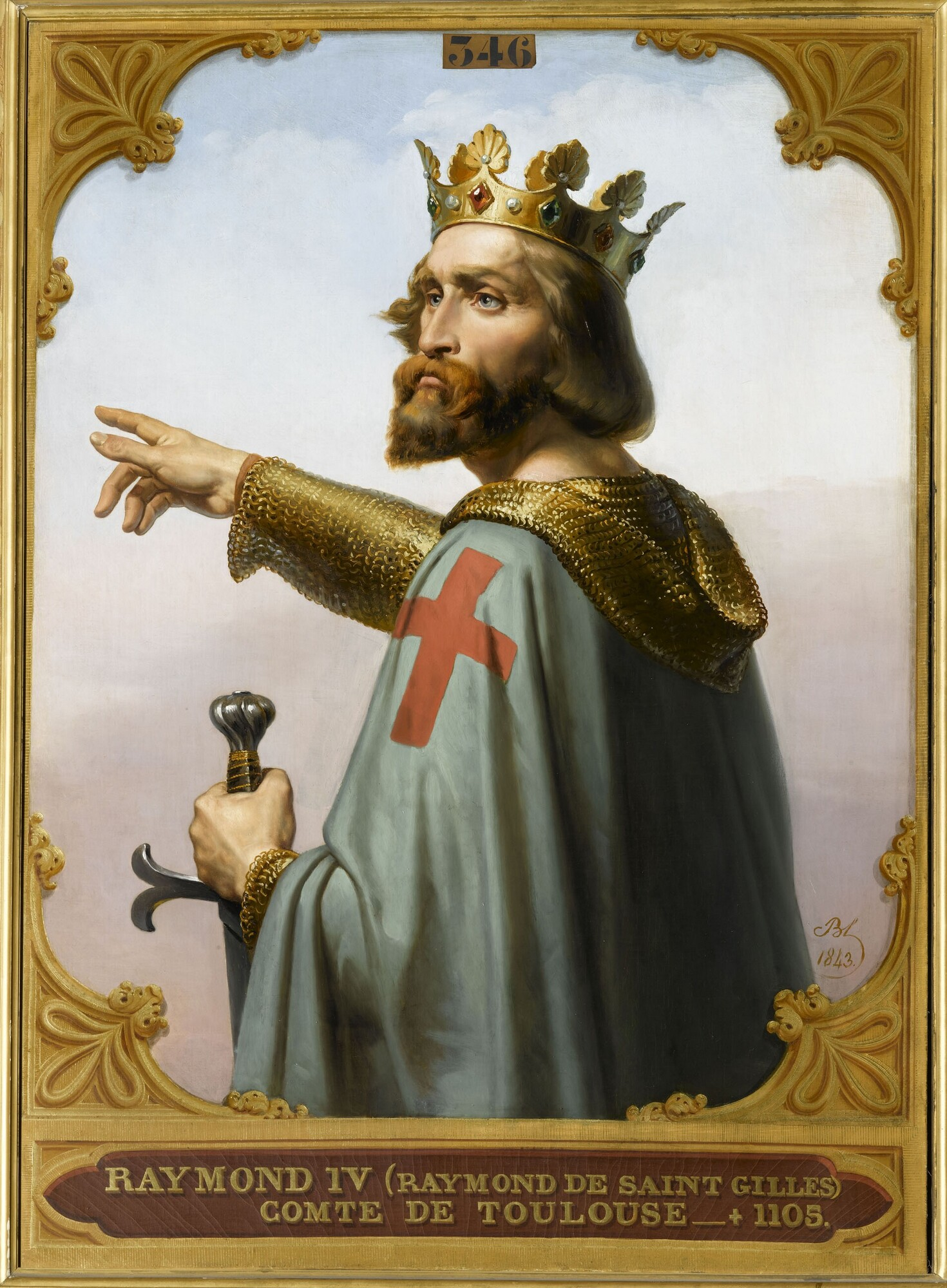
Raymond IV (VI)
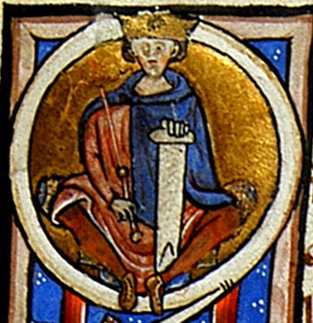
Alphonse Jourdain, représenté dans une lettrine enluminée figurant dans le premier cartulaire de la Cité de Toulouse, réalisé en 1205[5].

## Comtes non héréditaires
- 1215-1218 : Simon IV de Montfort, 5e comte de Leicester, vicomte de Béziers et de Carcassonne
comte de Toulouse par conquête

- 1681-1737 : Louis-Alexandre de Bourbon (1678-1737), comte de Toulouse, fils illégitime de Louis XIV et de Madame de Montespan